# Бета-2-мікроглобулін
Бета-2-мікроглобулін (англ. Beta-2-microglobulin) – білок, який кодується геном B2M, розташованим у людей на довгому плечі 15-ї хромосоми.  Довжина поліпептидного ланцюга білка становить 119 амінокислот, а молекулярна маса — 13 715. Було показано, що бета-2-мікроглобулін може впливати на функцію пам'яті у мишей.
| 10         |  | 20         |  | 30         |  | 40         |  | 50         |
| ---------- |  | ---------- |  | ---------- |  | ---------- |  | ---------- |
| MSRSVALAVL |  | ALLSLSGLEA |  | IQRTPKIQVY |  | SRHPAENGKS |  | NFLNCYVSGF |
| HPSDIEVDLL |  | KNGERIEKVE |  | HSDLSFSKDW |  | SFYLLYYTEF |  | TPTEKDEYAC |
| RVNHVTLSQP |  | KIVKWDRDM  |  |            |  |            |  |            |

A: Аланін

C: Цистеїн

D: Аспарагінова кислота

E: Глутамінова кислота

F: Фенілаланін

G: Гліцин

H: Гістидин

I: Ізолейцин

K: Лізин

L: Лейцин

M: Метіонін

N: Аспарагін

P: Пролін

Q: Глутамін

R: Аргінін

S: Серин

T: Треонін

V: Валін

W: Триптофан

Задіяний у такому біологічному процесі, як імунітет. 
Секретований назовні.

## Роль в мозку
Основна функція білка B2M - допомога імунній системі в розпізнаванні сторонніх і власних клітин; крім того, він відіграє значну роль в розвитку нервової системи.
Після ін'єкції B2M в мозок або кров молодих мишей, в тестах на пам'ять спостерігались погані результати, подібні тим, які отримували від старих мишей. Після того як молекула була природним шляхом виведена з їх організмів (приблизно 30 днів), результати тварин у тестах повернулися до норми, з чого можна зробити висновок, що ефект B2M оборотній.
"Швидше за все, це не єдиний фактор, що впливає на втрату пам'яті. Але це відкриває можливість запобігання втрати пам'яті за допомогою препаратів, що впливають на циркулюючі фактори. Захоплююча концепція, яка здавалася зовсім неправдоподібною кілька років тому ", говорить Бенджамін Алма, дослідник з дитячого госпіталю в Торонто, Канада. Алма в даний момент[коли?] намагається знайти речовини в молодої крові, що впливають на загоєння переломів.
Більшість дослідників, що працюють над проблемами старіння, досі були націлені на створення "еліксиру" з вмістом активних  речовин, що допомагають повернути молодість. Наприклад, одна з недавніх робіт продемонструвала, що переливання крові молодих мишей старим зупиняє дегенерацію мозку і м'язів, допомагає загоювати переломи і запобігає пошкодженню серця.
На сьогодні зусилля дослідників спрямовані на те, щоб створити препарат, який міг би знищувати білок B2M, що дозволить дослідникам перевірити, чи діє аналогічний механізм у людей.
У перспективі, можливо найкращою стратегією боротьби зі старінням є поєднання "омолоджуючих" факторів з препаратами, що нейтралізують фактори, такі як B2M.